# Židovský hřbitov (Pouchov)
Židovský hřbitov v Hradci Králové je součástí hřbitova u kostela svatého Pavla na Pouchově. Od roku 2020 je kulturní památkou.

## Historie
Hřbitov byl založen roku 1877. Jako první zde bylo 11. září téhož roku pohřbeno šestileté dítě doktora Baumera z Hradce Králové. Další pozemky byly přikupovány v letech 1893, 1899 a roku 1911 byl hřbitov definitivně rozšířen na 3 244 metrů čtverečních. Roku 1930 byla postavena obřadní síň podle návrhu pražského stavitele Františka Bergera i královéhradeckého stavitele Jana Krause. Kolumbárium bylo přistaveno o dva roky později. Hřbitov přežil (na rozdíl od hřbitova v Trutnově) období protektorátu, poslední člověk zde pohřbený byl v roce 1942. Během komunistické diktatury byl hřbitov postupně devastován a režim o něj nejevil žádný zájem, což vyústilo v postupné zarůstání vegetací. Roku 1973 byl schválen zákaz pohřbívání na hřbitově.
Po sametové revoluci roku 1989 byl hřbitov navrácen Židovské obci v Praze, která se jej pokusila postupně zachránit. V druhé polovině 90. let 20. století byla provedena oprava střechy obřadní síně a v letech 2002 až 2004 byla neprostupná vegetace a nálety definitivně odstraněny.
V současnosti (2022) je hřbitov otevírán jen při zvláštních příležitostech, jako je Mezinárodní den památky obětí holocaustu. Poprvé byl takto otevřen v roce 2011.

## Pohřbené osobnosti
- Abrahám Kohn, rabín královéhradecký
- Alois Altschul, rabín
- rodina Lówyova – oběti brutální vraždy z roku 1893

## Popis

### Hřbitov
Na hřbitově se nachází 280 náhrobků z let 1877 až 1942. Rozdílné typy macev zachycují vývoj od tradičních deskových stél po náhrobky ovlivněné meziválečnou avantgardou. V přední části hřbitova se pohřbívalo od roku 1877, od roku 1918 se začalo pohřbívat také v jeho zadní části.

### Obřadní síň
Obřadní síň je hmotově lapidární kvádr, s klasicizující reliéfní armaturou v nárožích. Na střeše budovy nalezneme kupoli krytou pozinkovaným plechem se světle zeleným nátěrem. Vedle ní se nachází byt hrobníka, nízká přízemní budova prosvětlená sdruženým trojdílným oknem. Na jihozápadní straně se nachází kolumbárium.

### Památník obětem holocaustu
Žulový památník obětem holocaustu vztyčený roku 1950 je složen ze stély uprostřed, dvou nižších a dvou vyšších pamětních desek po stranách. Pamětní desky nesou jména 376 zavražděných s věkem úmrtí.

## Galerie

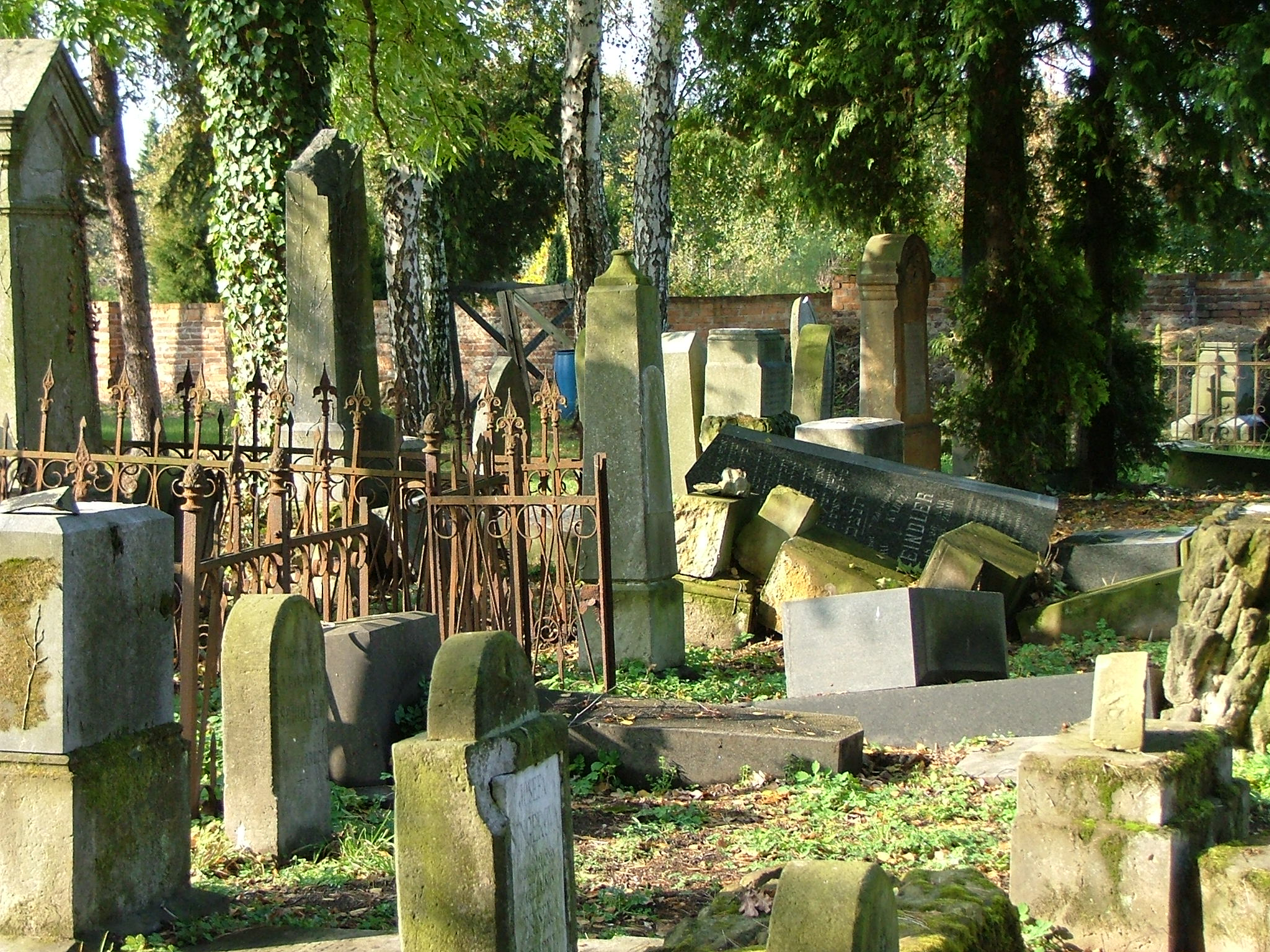
Povalené náhrobky na hřbitově
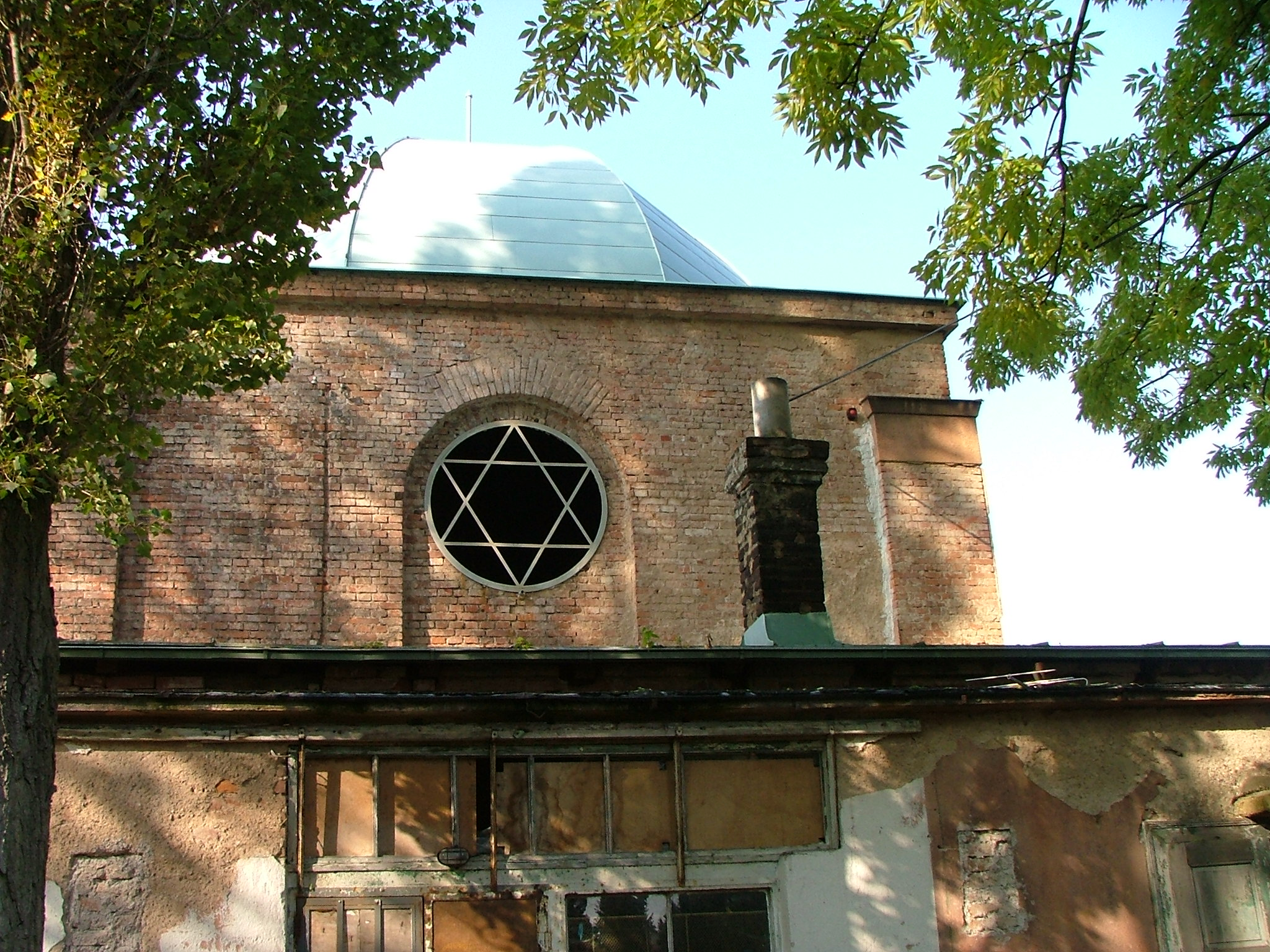
Obřadní síň
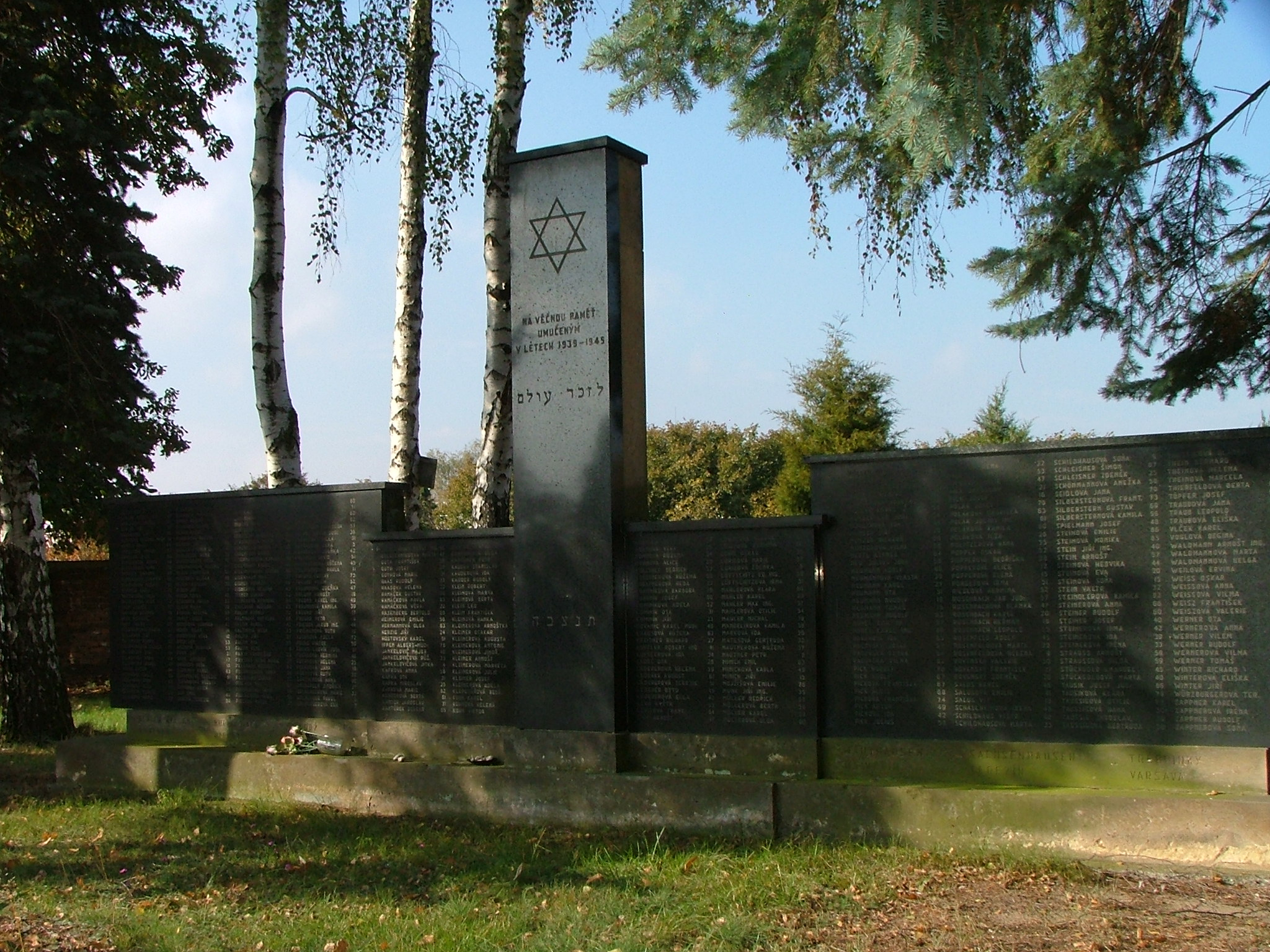
Památník obětem holocaustu
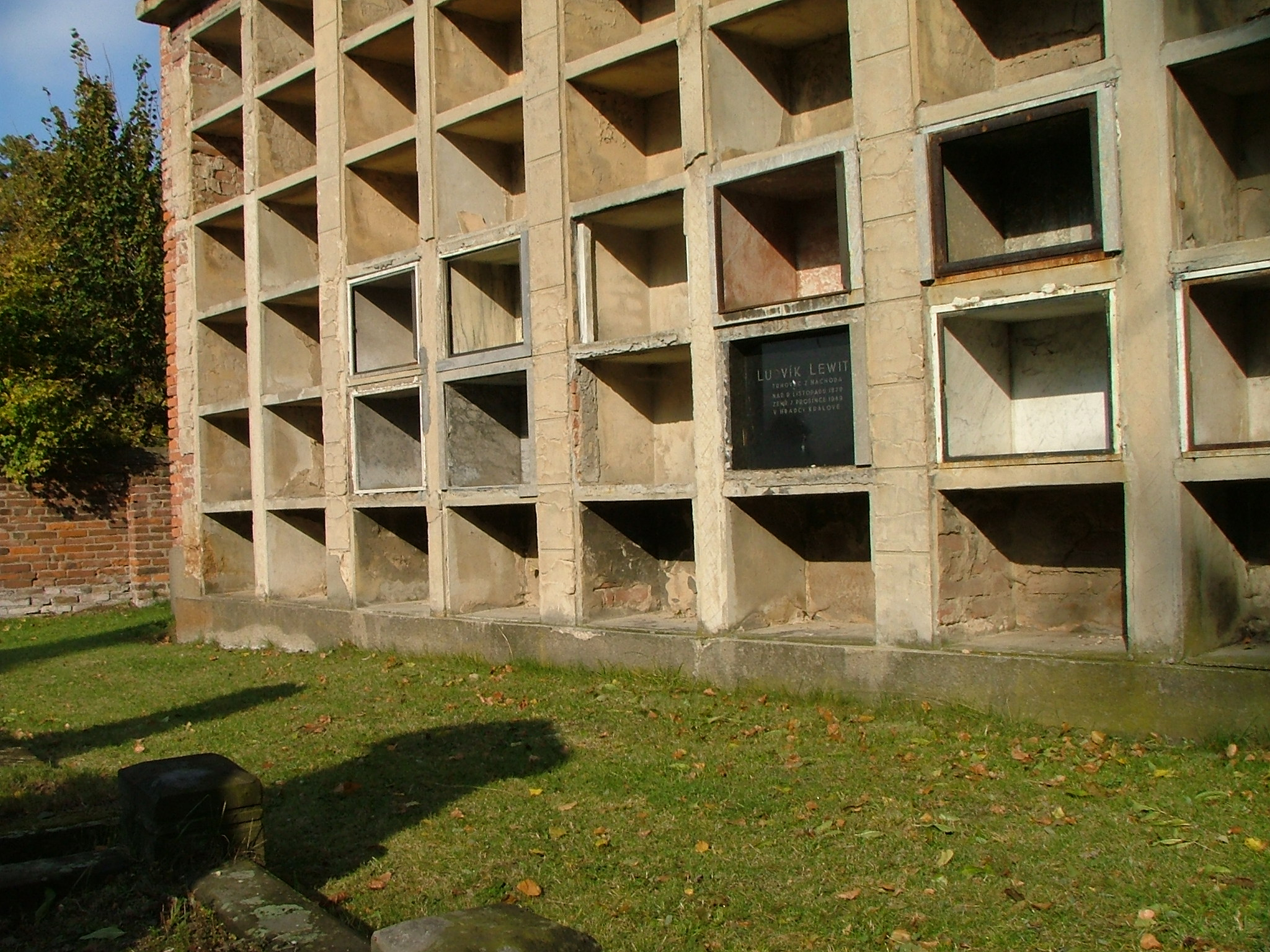
Kolumbárium